# Naravni park Sitia
Naravni park Sitia (grško Φυσικό Πάρκο Σητείας) je Unescov globalni geopark na vzhodu otoka Kreta v južni Grčiji. Park je skoraj v stiku z občino Sitia. Park pa ni tako velik. Čeprav so obale skoraj enake, se kopna meja parka ne razteza tako proti jugozahodu kot meja občine, čeprav je približno vzporedna z njo. Občina vključuje park, le da so pomorska baza na konici rta Sideros in majhni otoki izključeni.
V bistvu je park gorat in obsega gore Sitia in njene soteske ter obalno gričevje na vzhodni Kreti. Vendar je bil velik del gorovja Thripti na jugozahodu nenamerno izključen. Najpomembnejše dejavnosti, ki jih park poleg svojih dveh centrov ponuja javnosti, so sponzorirana skupinska jamarjenja v obsežnih jamskih sistemih in skupinsko pohodništvo po vrhovih in soteskah vzhodne Krete za tiste, ki so fizično sposobni izvajati te naporne dejavnosti.
Meje parka so jasno začrtane in obsegajo veliko območje s skupno površino 361,4 106 m² (oz. 361,4 ha). Za park je značilna pestra raznolikost elementov abiotskega in biotskega okolja in je edinstvena geoturistična destinacija.

## Upravna zgodovina
Park, ustanovljen leta 2015, je član Evropske mreže geoparkov, ki je regionalna organizacija Unescove globalne mreže geoparkov. Upravljanje Geoparka je bilo dodano odgovornostim vladne agencije, Mestne organizacije za družbeno-kulturni razvoj Sitie (DOKAS, okrajšava grškega imena). Sestavljen leta 2011 v okviru programa Kallikratis, je kombinacija več manjših agencij, njegov repertoar vodenih kulturnih projektov vključuje druge, kot sta knjižnica in filharmonija, pa tudi geopark.
Za geopark DOKASsluži bolj kot upravni odbor. Neposredno upravljanje je zaupano odboru, ki ga izbere DOKAS in sestavlja po en član, izbran izmed 11 zainteresiranih agencij, ki niso vse javne: občina Sitia,  DOKAS, Naravoslovni muzej Krete, Eforat starin  Direktorat za gozdarstvo, Razvojna organizacija Sitia, Hotelsko združenje Sitia, KPE Ierapetra, Sveti samostan Toplou, Planinsko društvo Sitia.

## Značilnosti
Občina Sitia je polna arheoloških najdišč, krajev spomina in zgodovine. Preteklost vzhodne Krete se je intenzivno preučevala od konca 19. in začetka 20. stoletja, ko so se začela prva izkopavanja.
Prisotnost neolitika na tem delu Krete potrjujejo različne najdbe, pripomočki in orodja, kot so tisti iz pomembne neolitske hiše v Magassi in jame, kot sta Mikro Katofigi in Pelekita.
V bronasti dobi je bil vzhodni del otoka zaradi svoje geografske lege prehod Krete v pristanišča vzhodnega Sredozemlja. Nad ruševinami Palaikastra so ostanki iz geometričnega obdobja in znameniti tempelj Diktaeus Dios.
V bizantinskem času je bilo gospodarstvo otoka predvsem poljedelstvo in pastirska dejavnost. Vendar je število zgodnjekrščanskih cerkva, kot je cerkev v Itanu, hkrati priča o relativnem bogastvu in stabilnosti.

## Geo pot Karidi – Chonos – Vrisidi
Pot se začne iz mesta Karidi na 600 metrih nadmorske višine. Po nekaj sto metrih zahodno od naselja, se na levi prične pot, ki poteka skozi manjšo grapo v smeri zahoda.
Po 1700 m in 30 minutah hoje po izraziti kamniti poti pridemo do cerkve Agios Ioannis. Pokrajina je impresivna. Poseben je pogled proti Karidi in vzhodni planoti. Cerkev Agios Ioannis stoji na vidnem mestu, v bližini pa je jama 'Ano Peristeras'. 50 m severno od cerkve je tabla z navodili za obišk jame.
Po se nadaljuje proti severu po makadamski cesti še 200-300 m od cerkve. Ta makadamska cesta se malo naprej konča. Pohod se nadaljuje rahlo proti severozahodu po brezpotju, preči ravnino, a brez orientacijskih težav. Na ustrezni strani Geoparka je kratek opis poti, a žal ni nobene table, ki bi pomagala prečkati 2 km do naselja Honos. Tako preprosto hodimo v smeri severa, potem ko pred seboj zagledamo hrib Honos. Na tem odseku do Honosa sta tudi dve jami, ki pa nista posebej označeni.
Ta del poti ponuja impresiven pogled na celotno vzhodno stran planote Mitatos-Karidi, saj se gibljemo na nadmorski višini 700 m. Vidimo gorski vrh Modi na severovzhodu z vetrnimi turbinami na območju Hirolimnija, sotesko Adravastoni in Traostalos na vzhodu ter južneje greben, ki povezuje Zakros z Ziro.
Od Honosa makadamska cesta pripelje do Mitata (1,5 km). Skozi naselje Mitato pot vodi proti vzhodu še 800 m, kjer se makadamska cesta konča in se nadaljuje po stari kamniti poti, ki je povezovala Mitato z Vrisidi. Zadnji del poti se začne z južne strani naselja Vrisidi in se spušča proti soteski Adravasti. To je soteska, ki se začne pri vasi Adravastoi in konča v Karidiju in je tudi točka z najnižjo nadmorsko višino (460 m) na celotni poti. Sledi pot, ki je v prvih dveh kilometrih (od Vrisidi) precej razločna, dokler ne pride do dna kanjona.